# Still Into You
"Still Into You" é uma canção da banda estadunidense Paramore, gravada para o seu quarto álbum de estúdio epônimo. Foi lançada como o segundo single do disco em 14 de março de 2013.

## Antecedentes
A banda tocou "Still Into You" pela primeira vez em Austin, no Texas, como parte do SXSW Festival. Mais tarde, um lyric video da faixa foi enviado para a conta do YouTube da Fueled by Ramen, no mesmo dia de seu lançamento oficial.
Com uma duração de três minutos e trinta e seis segundos, "Still Into You" retrata Williams cantando sobre seu relacionamento de longo tempo com Chad Gilbert e como seus sentimentos aparentemente se hospedaram com o mesmo após o primeiro encontro. Durante uma entrevista, Williams disse: "Still Into You" é definitivamente uma canção de amor. É definitivamente feliz. Não é uma canção de amor sentimental. [...] Nós nunca fizemos isso antes, e honestamente eu não tenho experiência em escrever canções de amor ou letras de que qualquer modo são assim".

## Desempenho nas paradas musicais

### Posições
| Parada (2013)                                | Melhor posição |
| -------------------------------------------- | -------------- |
| Austrália (ARIA)                             | 5              |
| Bélgica (Ultratop 40) (Flandres)             | 60             |
| Canadá (Canadian Hot 100)                    | 78             |
| Escócia (Official Charts Company)            | 13             |
| Estados Unidos (Billboard Hot 100)           | 24             |
| Estados Unidos (Pop Songs)                   | 8              |
| Estados Unidos (Rock Songs)                  | 6              |
| França (SNEP)                                | 189            |
| Irlanda (IRMA)                               | 6              |
| Nova Zelândia (RIANZ)                        | 14             |
| Reino Unido (Official Charts Company)        | 15             |
| Reino Unido (Official Charts Company) (rock) | 1              |

### Certificações
| País           | Provedor | Certificação |
| -------------- | -------- | ------------ |
| Austrália      | ARIA     | 2× Platina   |
| Estados Unidos | RIAA     | 2× Platina   |
| Reino Unido    | BPI      | Prata        |

## Histórico de lançamento
| País        | Data                | Formato          | Gravadora       |
| ----------- | ------------------- | ---------------- | --------------- |
| Brasil      | 14 de março de 2013 | Download digital | Fueled by Ramen |
| Irlanda     | 14 de março de 2013 | Download digital | Fueled by Ramen |
| Reino Unido | 14 de março de 2013 | Download digital | Fueled by Ramen |